# Rozalia Borș
Rozalia Borș (n. Veress) 24 ianuarie 1933, Târgu Mureș - d. 16 martie 2009, Târgu Mureș ) a fost un demnitar comunist român de origine maghiară, deputat în Marea Adunare Națională în perioada 1965 - 1969.  Rozalia Borș a fost membră de partid din 1961.